# Xã Benton, Quận Hocking, Ohio
Xã Benton (tiếng Anh: Benton Township) là một xã thuộc quận Hocking, tiểu bang Ohio, Hoa Kỳ. Năm 2010, dân số của xã này là 803 người.